# Joël S. Goldsmith
 (avril 2009).
Si vous disposez d'ouvrages ou d'articles de référence ou si vous connaissez des sites web de qualité traitant du thème abordé ici, merci de compléter l'article en donnant les références utiles à sa vérifiabilité et en les liant à la section « Notes et références ».
Pour les articles homonymes, voir Goldsmith.
Joël S. Goldsmith (1892 à New York, États-Unis - 17 juin 1964 à Londres, Grande-Bretagne) est un écrivain et conférencier de spiritualité connu pour avoir écrit la Voie infinie.

## Biographie
Goldsmith est né à New York, le 10 mars 1892. dans une famille juive non pratiquante. Sa mère insistait seulement sur l’enseignement des 10 commandements.  Il sera le premier enfant de la famille. Il aura par la suite un frère, plus jeune de 2 ans, et une sœur 4 ans plus tard. Adolescent, il quitta l’école avant d’obtenir un diplôme. Associé aux affaires d'importation de son père, il voyagea dans le monde, pratiquant des principes qui lui assurèrent une carrière commerciale prospère. 
En 1915, le père de Joël tombe gravement malade lors d’un séjour professionnel à Londres.  Il fut hospitalisé pendant plus de deux mois et  approcha la mort de près. C’est alors que Joël rencontra le père d’une amie, qui était un praticien de la science chrétienne, et qui guérit son père par une prière. À partir de ce moment, Joël débuta l’étude de la science chrétienne et fit partie de l’Église de science chrétienne fondée par Mary Baker Eddy. 
Lors de l’engagement des États-Unis dans la première guerre mondiale, Joël rejoignit le corps des Marines où avec d’autres membres de l’Église de science chrétienne, il organisa un petit groupe d’étudiants qui, durant toute la guerre, continua l’étude de la bible. Un jour, lorsque sa Bible tomba par terre et s’ouvrit sur le message « Neither pray I for these alone », ce fut pour lui la révélation qu’il ne fallait pas prier seulement pour obtenir la victoire, ce que toutes les autres Églises faisaient, mais également pour ses ennemis.
Après la guerre, la famille Goldsmith, qui était dans le commerce de matériaux de couture, fut lourdement touchée par l’arrivée des vêtements « prêt à porter ». En plus de ce revers professionnel, Joël tomba gravement malade de la tuberculose. On ne lui donnait plus que 3 mois à vivre. C’est alors qu’il demande à nouveau l'aide d’un praticien de l’Église de science chrétienne, qui le guérit complètement en trois mois. Joël devint par la suite un homme d’affaires brillant. Il déclara par après que sa réussite était due à l’application des principes spirituels au monde des affaires.
Lors d’un séjour à Detroit, Joël prit froid et tomba malade subitement. Il chercha tout de suite à se faire soigner par un praticien de science chrétienne. C’était un samedi, jour de congé, mais le praticien accepta de le recevoir tellement Joël était mal en point. Ils restèrent ensemble durant deux heures. Le praticien lui parlait de la Bible, de la vérité, etc.  Il ne fallut pas deux heures pour qu’il fût complètement rétabli. Il constata également qu’il ne pouvait plus fumer. Ce besoin avait totalement disparu ! Durant son dîner, il se rendit compte qu’il ne pouvait également plus boire d’alcool. Et la semaine suivante, il se rendit compte qu’il ne pouvait plus jouer aux cartes, ni aller aux courses de chevaux. Il sentit que l’homme d’affaires en lui était mort.
36 heures après cette première expérience spirituelle, une relation professionnelle lui demanda de prier pour elle. Cela le surprit beaucoup car ... il ne savait pas prier ! Alors il se dit « Père, tu sais que je ne sais pas comment prier et je ne connais absolument rien à propos de la guérison. Alors s’il y a quelque chose à faire, dis-le moi ».  Alors, aussi clairement que s'il s'agissait d'une voix humaine, il entendit le message suivant : « l’homme n’est pas le guérisseur ». Il fut satisfaisait et, par extension, la femme fut guérie de son alcoolisme.
Par la suite, les gens ont continué à lui demander de prier. Il avait de moins en moins de clients et de plus en plus de patients à guérir. À cette époque, Joël déclara qu’il y avait deux hommes en lui : l’un dont les tendances l’amenaient constamment aux erreurs humaines habituelles de jugement et de désaccord (heureusement, cet homme n’apparaissait plus que par intervalles) ; et un autre qui, grâce à cette journée de régénération spirituelle, devenait un véritable guérisseur spirituel. En 1947, Joël publia son premier livre : « la Voie Infinie ».  Il insista beaucoup sur l'importance de ne pas créer d’organisation ni même de faire de publicité. Son idée était que chacun devait trouver l’illumination par le travail intérieur. Il s’éteignit le 17 juin 1964 à Londres, après plus de 30 années consacrées à la transmission de la « Voie Infinie » et à la guérison.
Joël S. Goldsmith, fut initié en franc-maçonnerie dans la loge Darcy, le 13 février 1914. Puis fondateur et président du Club Maçonnique des Marines à Quantico en Virginie. Il s’intéressa plus particulièrement ensuite à l'ésotérisme maçonnique, et notamment aux écrits de Walter Leslie Wilmshurst.En 1957, tout en étant à Honolulu membre du Temple Sanctuaire « Aloha »,  il devint membre honoraire de la loge « Pierres Vivantes » 4957 de Leeds, en Angleterre .

## La Voie Infinie
En 1947, Joël Goldsmith écrivit un livre qu’il appela La Voie Infinie. 

### Divers
- La voie infinie, Joel Goldsmith: principes, pratiques, livres...
- Biographie et bibliographie
- Joel S. Goldsmith
- Lorraine Sinkler
- Acropolis Books
- Heinrich Schwab Verlag